# Mázy Engelbert Nándor
Mázy Engelbert Nándor, OSB (Péterd, 1865. november 12. – Tihany, 1933. február 28.) bölcseleti doktor, Szent Benedek-rendi áldozópap és igazgatótanár, tihanyi apát, királyi tankerületi főigazgató.

## Életpályája
Mázy György és Hahn Terézia földműves szülők fia. 1882. július 30-án lépett a rendbe. Tanulmányait a győri főgimnáziumban, a pannonhalmi teológiai és tanárképző-intézetben és a budapesti egyetemen végezte. Német és latin filológiai és bölcselet tanítására okleveles középiskolai tanár.  
1889. július 6-án szentelték fel miséspappá. 1899-ig a nevelés- és oktatástan és a bölcselet tanára volt Pannonhalmán, majd ezután a kőszegi bencés székház főnöke és gimnáziumi igazgató. 1907-től Kassán, 1920-tól Miskolcon, 1924-től Pannonhalmán főigazgató, majd 1927-től tihanyi apát.  
1908-ban részt vett Katolikus Középiskolai Tanáregyesület megalakításában, s ennek első elnöke volt 1914-ig, később tiszteletbeli elnöke. 1915-ben a Szent István Akadémia irodalmi osztályának alapító tagja és az Aquinói Szent Tamás Társaság tagja. Első lelki igazgatója volt a Szociális Missziótársulat szikszói anyaházának. 
A Bölcseleti Folyóiratnak, a Magyar Paedagogiának (könyvism. és Katholikus hitoktatás c.), a Katholikus Paedagogiának, az Országos középiskolai tanáregylet Közlönyének (1897-98. Az erkölcsi nevelés elméletének főbb irányelvei) munkatársa volt. Szerkesztette a Szent Gellért c. ifjusági hitszónoklati folyóiratot (több rendtársával) Pannonhalmán.

## Művei
- Paedagogiai alapfogalmak. Budapest, 1893 (Doktori értekezés. Különnyomat a Magyar Paedagogiából. Ism. Kath. Szemle 1894., Magyar Állam 1894. 55. sz.)
- Szerzetes szellem Wolter Mór „Praecipua ordinis monastici elementa” cz. műve nyomán. Győr, 1894
- Általános paedagogia, különös tekintettel a középiskolai tanárvizsgálati követelményekre. Győr, 1895
- A tiszta erkölcs érdekében. Budapest, 1908
- A szociális kérdés. Miskolc, 1921
- Erkölcsi nevelés. Pápa, 1922
- Szt Benedek tanítása az alázatosságról. Pannonhalma, 1922